# Uemura Shuichi
Shuichi Uemura (sinh ngày 3 tháng 12 năm 1966) là một cầu thủ bóng đá người Nhật Bản.

## Sự nghiệp câu lạc bộ
Shuichi Uemura đã từng chơi cho Toyota Motors và Kyoto Purple Sanga.